# Cucharmoy
Cucharmoy is een plaats en voormalige gemeente in het Franse departement Seine-et-Marne (regio Île-de-France) en telt 223 inwoners (1999). De plaats maakt deel uit van het arrondissement Provins. Cucharmoy is op 1 januari 2019 gefuseerd met de gemeente Chenoise tot de gemeente Chenoise-Cucharmoy. 

## Geografie
De oppervlakte van Cucharmoy bedraagt 13,1 km², de bevolkingsdichtheid is 17,0 inwoners per km².
De onderstaande kaart toont de ligging van Cucharmoy met de belangrijkste infrastructuur en aangrenzende gemeenten.

## Demografie
Onderstaande figuur toont het verloop van het inwonertal (bron: INSEE-tellingen).